# 洪雅県
洪雅県（こうが-けん）は中華人民共和国四川省眉山市に位置する県。青衣江のほとりに位置し、水力発電が盛んである。

## 地理
長江水系に属する大渡河の支流である青衣江という河川が位置する。

## 行政区画
- 鎮:洪川鎮、止戈鎮、将軍鎮、余坪鎮、槽漁灘鎮、中保鎮、東岳鎮、柳江鎮、高廟鎮、瓦屋山鎮、中山鎮
- 郷:桃源郷

## 交通
道路
高速道路
- 成雅高速道路（中国語版）（ 京昆高速道路と 成都経済区環状高速道路（中国語版）（成都第三環状高速公路）を兼ねている。）
- 広洪高速道路（中国語版）

省道
- 305省道

## 健康・医療・衛生
- 洪雅県人民医院

## 名所・旧跡・観光スポット
- 七里坪鎮（中国語版）
- 瓦屋山 (四川)（中国語版）